# Oraioi
Oraioi ou Oréi (en grec : Ωρεοί ou Ωραίοι qui signifie « beaux », d'étymologie discutée), est un « district municipal » du nord de l'île d'Eubée, en Grèce.

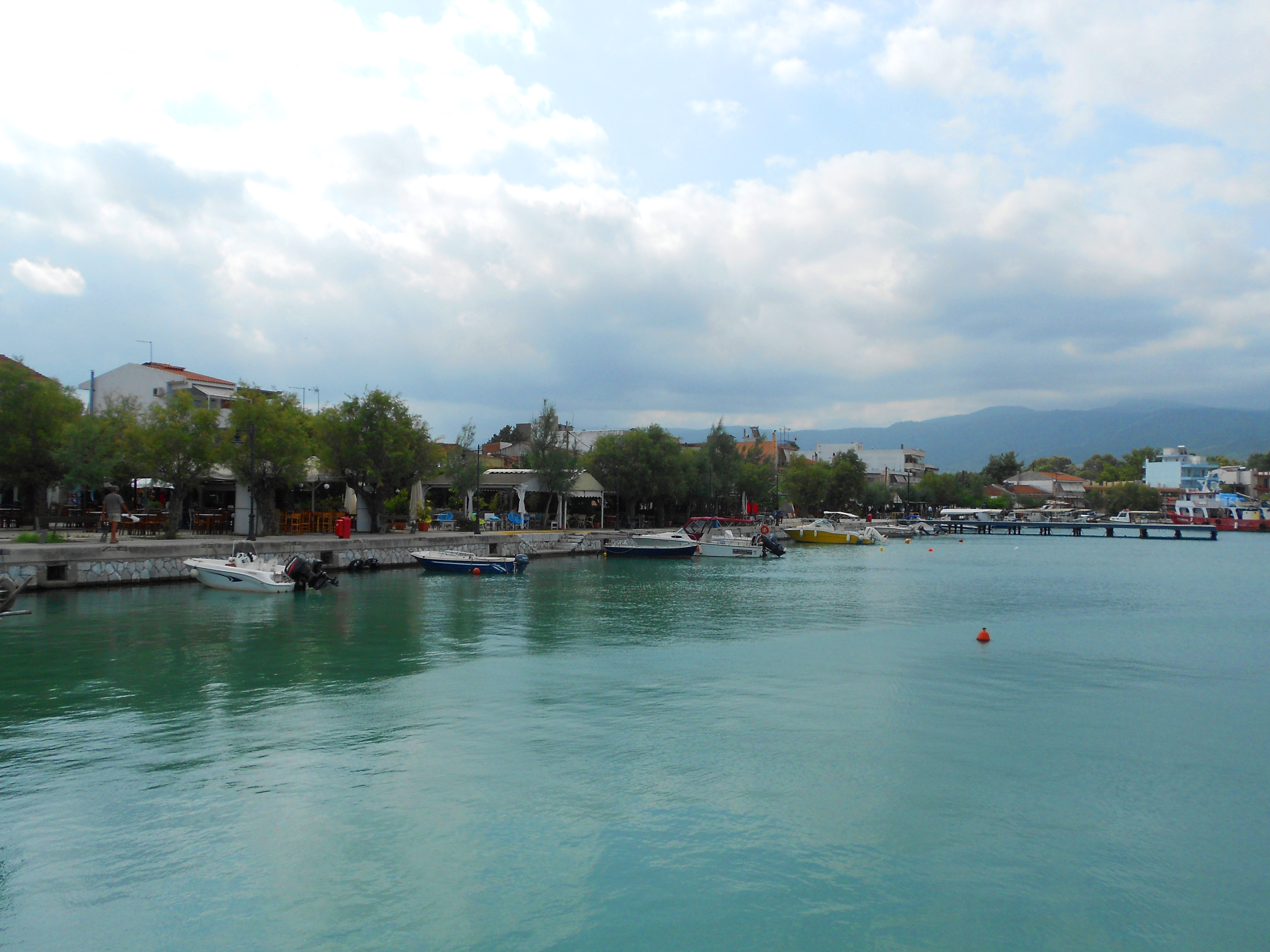
Oraioi - vue

Siège d'un dème (municipalité) indépendant jusqu'en 2010, il fait partie du dème d’Histiée-Edipsós depuis la réforme Kallikratis (2010).
Sous le nom d'« Oreos » elle fut à partir du début du XIIIe siècle la résidence du tercier qui contrôlait la partie septentrionale de l’île.
Le village côtier moderne d'Oréi a été construit sur un plan régulier à partir de 1833, le rivage n'étant alors pas habité.
L'acropole de la cité antique d’Histiée se trouvait sur une colline à proximité du village actuel de Neos Pyrgos (Nouveau-Pyrgos), fondé en 1924 par des réfugiés d'Asie mineure originaires du village de Pyrgos, près d'Istanbul. Euphraios, disciple de Platon, est originaire de Oraioi.